# Крыса, Олег Васильевич
Оле́г Васи́льевич Кры́са (укр. Олег Васильович Криса, англ. Oleh V. Krysa; род. 1 июня 1942, Ухане) — советский и американский скрипач и музыкальный педагог украинского происхождения. Заслуженный артист Украинской ССР (1970).
Солист Украинской филармонии, профессор Киевской государственной и Московской государственной консерваторий, профессор института имени Гнесиных в Москве. С 1989 года — профессор в Истменовской школе музыки в г. Рочестер (штат Нью-Йорк, США).

## Биография
Родился 1 июня 1942 года на Волыни в селе Ухане (пол. Uchanie, укр. Ухані) (ныне гмина Ухане Люблинского воеводства Польши). В 1945 году, сразу по окончании войны, семья переехала во Львов. В семье не было ни одного профессионального музыканта, но мать часто пела. Отец хотел, чтоб мальчик занимался фортепиано, однако мать настояла на скрипке.
Скрипкой начал заниматься с шести лет. Первый учитель — Константин Михайлов, преподаватель львовской специализированной музыкальной школы-десятилетки имени Соломии Крушельницкой, ученик знаменитого скрипичного педагога С. П. Коргуева. У Михайлова Крыса отучился весь школьный цикл — одиннадцать лет. После окончания школы в 1960 году Олег Крыса поступил в МГК имени П. И. Чайковского в класс Д. Ф. Ойстраха.
После окончания консерватории Олег Крыса работал солистом Киевской филармонии. Через шесть лет он вновь уехал в Москву, где как первый скрипач возглавлял прославленный ансамбль — Квартет имени Бетховена (1977—1987).
Музыкально-педагогическую деятельность начал с заведования кафедрой скрипки КГК имени П. И. Чайковского. Затем были профессура в Институте имени Гнесиных и в МГК имени П. И. Чайковского.
В 1989 году в эпоху горбачёвской «перестройки» переехал в США.
Как солист Олег Крыса выступает по всему миру с ведущими оркестрами и дирижёрами, в том числе на таких музыкальных фестивалях как — «Московские звезды», «Пражская весна», «Варшавская осень», Венский музыкальный праздник, ежегодный музыкальный фестиваль в Шлезвиг-Гольштейне (Германия), фестиваль Международной академии имени Баха (Штутгарт), Орегонский фестиваль Баха в Юджине; фестивали в Уиннипесоки, Парк Сити (Юта), Таунсвилле, Перте, Веллингтоне.
Как поборник современной музыки, Олег Крыса впервые исполнил многие произведение таких авторов, как Альфред Шнитке, Валентин Сильвестров, М. М. Скорик, Вирко Балей, Вячеслав Артёмов — с которыми Олега Крысу сближала и далее связывает личная дружба.
В последние годы музыкант часто гастролирует в России и Украине.

## Дебюты
- Карнеги Холл, 1971
- Кеннеди-Центр, 1990

## Премии, звания, награды
- Международный конкурс скрипачей имени Венявского, 2-я премия (1962)
- Конкурс скрипачей имени Паганини (Генуя), 1-я премия (1963)
- Международный конкурс имени П. И. Чайковского (Москва), 3-я премия (1966)
- Монреальский международный конкурс исполнителей, 2-я премия (разделил с Гидоном Кремером) (1966)
- Заслуженный артист Украинской ССР (1970)
- премия Ленинского комсомола (1970) — за концертные программы 1968—1969 годов и высокое исполнительское мастерство

## Семья
- Брат: Богдан Крыса (?—2023) — скрипач, преподаватель Киевской музыкальной академии, с 2002  был концертмейстером Национального симфонического оркестра Украины
- Жена — пианистка Татьяна Чекина (англ. Tatiana Tchekina) (1944—2013), погибла в ДТП.  Дочь оперного певца П. Чекина
- Сыновья: Андрей Мадатов (род.1964)-скрипач; Пётр (англ. Peter Krysa) (род. 1966) — скрипач; Тарас (англ. Taras Krysa) (род. 1968) — скрипач и дирижёр

## Дискография
Около сорока дисков совместно с фирмами: «Мелодия», BIS Records, Triton (Discordia), Lydian, PolyGram-Polska, Troppe Note/Cambria, «Russian Disk» (США)
Выборочные записи
- Schnittke: Works for Violin and Cello (BIS, 2004)
- Schnittke: Violin Sonatas Nos.3 & 4. (BIS, 2004)
- Prelude in Memoriam Shostakovich (BIS, 2004)
- Ravel/Martinu/Honegger/Schulhoff (BIS, 1998)
- Bloch: Concerto For Violin And Orchestra/Poems Of The Sea/Suite Symphonique (BIS, 1995)
- The Leontovych String Quartet • Shostakovitch/Tchajkovsky (Greystone Records, ASIN: B000FEU70Y)